# Bandcamp
Bandcamp is een Amerikaanse onderneming gestart in 2007 door Ethan Diamond en Shawn Grunberger, samen met programmeurs Joe Holt en Neal Tucker. In 2008 heeft het bedrijf een online muziekwinkel geopend en een platform voor artiestpromotie, gericht op onafhankelijke artiesten. In 2013 kwam daar een app bij.
In december 2011 haalde Bandcamp voor het eerst een omzet van een miljoen. Volgens de website werd er door artiesten in 2015 ruim 100 miljoen dollar via de site verdiend. In 2022 meldde Bandcamp op haar website dat fans inmiddels ruim 1 miljard dollar aan artiesten hebben betaald via Bandcamp.
Bandcamp werd op 2 maart 2022 overgenomen door spelbedrijf Epic Games voor een onbekend bedrag. Het bleef als zelfstandige onderneming doorwerken onder Epic.
In september 2023 werd Bandcamp door Epic Games verkocht aan het Amerikaanse bedrijf Songtradr. In oktober 2023 werd bekend dat Songtradr de helft van de banen bij Bandcamp schrapte om kosten te besparen.

## Werking
Artiesten en platenlabels uploaden muziek naar hun eigen profielpagina op Bandcamp. Ze kunnen muziek aanbieden in de vorm van digitale downloads, vinyl, cd's en cassettes, en daarnaast ook merchandise zoals T-shirts verkopen. Artiesten en platenlabels kunnen zelf de prijs bepalen en fans daarnaast de mogelijkheid bieden om meer te betalen. Gebruikers kunnen muziek een aantal keer gratis beluisteren, en moeten de muziek daarna kopen om te kunnen blijven luisteren.
Per aankoop dragen artiesten en labels een vergoeding af aan Bandcamp. Deze vergoeding is 10% voor fysieke producten zoals vinyl en 15% voor digitale downloads.
Bandcamp biedt artiesten daarnaast mogelijkheden om contact te onderhouden met hun fans.
Bij de aanschaf van digitale downloads kan de gebruiker kiezen uit verschillende bestandsformaten, zoals MP3, FLAC, AAC, Ogg Vorbis, WAV of ALAC.

### Platformverval
Volgens internetcriticus Cory Doctorow lijdt het platform, net als andere online-platformen en sociale media zoals Amazon, Facebook, Google Zoeken, Twitter, Reddit, Uber en Unity, aan "platformverval" (platform decay, beter bekend onder de Engelse schuttingterm enshittification): het afnemende gebruikersnut van een online omgeving veroorzaakt door hebzucht.
Zo was Bandcamp voor veel onafhankelijke artiesten een vaste basis voor hun inkomsten, en zonder afhankelijk te zijn van grote platenmaatschappijen. Na slechts achttien maanden in bezit te zijn geweest van Epic Games kwam Bandcamp in handen van Songtradr. Na deze overname werd de helft van het personeel ontslagen. Ook toonde Songtradr geen enkele plannen om nog te investeren in het platform.

## Artiesten en labels
Bandcamp kreeg veel aandacht in juli 2010 toen Amanda Palmer, Low Places en Bedhed hun eigen platenlabels opgaven en albums gingen verkopen via de site.
In 2011 publiceerden enkele onafhankelijke spelontwikkelaars hun soundtracks op de site, waaronder de makers van Aquaria, Bastion, Sanctum, Machinarium, Terraria, Plants vs. Zombies, Limbo, Super Meat Boy, To the Moon, Fez, Minecraft en Sleepless Night.
In december 2014 werd Bandcamp for Labels opgericht. Populaire Indie-labels zoals Sub Pop, Fat Wreck Chords en Epitaph Records startten toen een profielpagina.
In 2020 verschenen verhalen in de pers over artiesten die streamingdiensten zoals Spotify of Apple Music verruilden voor Bandcamp, omdat ze via Bandcamp (veel) meer konden verdienen.

## Bekende artiesten
Enkele bekende artiesten die hun muziek ook op Bandcamp publiceren of door de website bekendheid hebben gekregen zijn:
| - Amanda Palmer - Andrew Bird - Animals As Leaders - Archive - Bon Iver - Björk - Editors - Explosions in the Sky - Fleet Foxes - John Carpenter - Peter Gabriel - Phoebe Bridgers - Rabbit Junk | - Radiohead - Sigur Rós - Sufjan Stevens - Swans - The Black Keys - The Flaming Lips - The National - The Strokes - Thom Yorke - Viva Belgrado - Wolfmother - Cevin Key |

## Politiek activisme
Nadat president Donald Trump een inreisverbod uitvaardigde op immigranten en vluchtelingen uit zeven landen met een moslimmeerderheid, lanceerde Bandcamp een inzamelingsactie. Op 3 februari 2017 doneerde het bedrijf 100 procent van zijn inkomsten aan de American Civil Liberties Union (ACLU), waar ongeveer 400 labels en artiesten op Bandcamp zich bij aansloten. In totaal werd bijna 100.000 dollar gedoneerd.
Bandcamp zette zich ook af tegen het besluit om transgenders niet toe te laten in het Amerikaanse leger, en doneerde de opbrengsten van elke verkoop op 4 augustus 2017 aan het Transgender Law Center.

## Bandcamp Daily
In 2016 startte Bandcamp een online muziekblog onder de name Bandcamp Daily. Hierin wordt muziek besproken die op Bandcamp beluisterd en gekocht kan worden. De hoofdredacteur is Jes Skolnik, die eerder schreef voor onder andere Pitchfork, Buzzfeed en de New York Times. Diverse auteurs die voor Bandcamp Daily schreven, schreven eerder voor andere bekende publicaties zoals Wired, Vice en Pitchfork.

## Bandcamp Friday
In 2020 startte Bandcamp met zogenaamde Bandcamp Fridays, een aantal maanden per jaar op de eerste vrijdag van de maand. Op Bandcamp Fridays ziet Bandcamp af van de vergoeding van 10 tot 15% die artiesten normaal gesproken moeten afdragen. Bandcamp deed dit om artiesten te steunen tijdens de coronapandemie. Na de eerste Bandcamp Friday meldde Bandcamp dat fans die dag meer dan 4 miljoen dollar hadden uitgegeven. Bandcamp ging na de pandemie door met Bandcamp Fridays.